# Fédération Camerounaise de Basketball
La Fédération Camerounaise de Basketball è l'ente che controlla e organizza la pallacanestro in Camerun.
La federazione controlla inoltre la nazionale di pallacanestro del Camerun. Ha sede a Yaoundé e l'attuale presidente è Chrysogone Simon Jean Noha.
È affiliata alla FIBA dal 1965 e organizza il campionato di pallacanestro camerunese.